# Droga krajowa nr 105 (Kostaryka)
Droga krajowa nr 105 (hiszp. Ruta Nacional Secundaria 105/Ruta 105) – jedna z dróg krajowych w Kostaryce. Znajduje się ona w prowincji San José.

## Opis
W prowincji San José droga krajowa nr 105 przebiega przez kanton Escazú (dystrykty Escazú, San Antonio, San Rafael), kanton Desamparados (dystrykt San Rafael Abajo) i kanton Alajuelita (dystrykt Alajuelita, San Josécito, San Antonio, Concepción).